# Saint-Hilaire-le-Petit
Saint-Hilaire-le-Petit é uma comuna francesa na região administrativa do Grande Leste, no departamento de Marne. Estende-se por uma área de 22.76 km², e possui 343 habitantes, segundo o censo de 2018, com uma densidade de 15 hab/km².